# Золотий глобус (69-та церемонія вручення)
69-та церемонія вручення нагород премії «Золотий глобус»

15 січня 2012 року
Найкращий фільм — драма: 
«Нащадки»
Найкращий фільм —
комедія або мюзикл: 
«Артист»
Найкращий телесеріал — драма: 
«Батьківщина»
Найкращий телесеріал —
комедія або мюзикл: 
«Американська сімейка»
Найкращий мінісеріал або телефільм: 
«Абатство Даунтон»
< 68-ма • Церемонії вручення • 70-та >
69-та церемонія вручення нагород премії «Золотий глобус» за заслуги в галузі кінематографу і телебачення за 2011 рік, що відбулася 15 січня 2012 в готелі Беверлі-Гілтон (Беверлі-Гіллз, Лос-Анджелес, Каліфорнія). Номінантів оголосили Вуді Гаррельсон, Софія Вергара, Джерард Батлер та Рашида Джонс 15 грудня 2011. Церемонія транслювалася американською телекомпанією NBC. Ведучим, вже третій рік поспіль, став Рікі Джервейс. Церемонія спродюсована компанією Dick Clark Productions у співпраці з голлівудською асоціацією іноземної преси.
Найбільшу кількість номінацій (6) зібрав чорно-білий німий художній фільм «Артист», французького режисера Мішеля Азанавічуса, ця стрічка також отримала найбільшу кількість нагород. Вона здобула перемоги у категоріях: Найкращий фільм — комедія або мюзикл, Найкраща
чоловіча роль — комедія або мюзикл, Найкраща музика. Першість серед серіалів дісталась дебютному сезону шпигунського телесеріала «Батьківщина», який отримав нагороди в категоріях Найкращий серіал — драма та Найкраща жіноча роль серіалу — драма.

## Список лауреатів і номінантів

### Кіно
Фільми з найбільшою кількістю нагород та номінацій
| Фільм                                    | Перемоги | Номінації |
| ---------------------------------------- | -------- | --------- |
| • «Артист»                               | 3        | 6         |
| • «Нащадки»                              | 2        | 5         |
| • «Прислуга»                             | 1        | 5         |
| • «Опівночі в Парижі»                    | 1        | 4         |
| • «Хранитель часу»                       | 1        | 3         |
| • «7 днів і ночей з Мерилін»             | 1        | 3         |
| • «Ми. Віримо у кохання»                 | 1        | 2         |
| • «Залізна леді»                         | 1        | 1         |
| • «Початківці»                           | 1        | 1         |
| • "Пригоди Тінтіна: Таємниця «Єдинорога» | 1        | 1         |
| • «Надер і Симін: Розлучення»            | 1        | 1         |
| • «Березневі іди»                        | —        | 4         |
| • «Людина, яка змінила все»              | —        | 4         |
| • «Альберт Ноббс»                        | —        | 3         |
| • «50/50»                                | —        | 2         |
| • «Подружки нареченої»                   | —        | 2         |
| • «Різанина»                             | —        | 2         |
| • «Дівчина з тату дракона»               | —        | 2         |
| • «Бойовий кінь»                         | —        | 2         |

• Переможці вказані першими і виділені окремим кольором.
| Категорія                                   | Лауреати і номінанти                                                                           | Лауреати і номінанти                                                          |
| ------------------------------------------- | ---------------------------------------------------------------------------------------------- | ----------------------------------------------------------------------------- |
| Найкращий фільм — драма                     | • «Нащадки»                                                                                    | • «Нащадки»                                                                   |
| Найкращий фільм — драма                     | • «Прислуга»                                                                                   |                                                                               |
| Найкращий фільм — драма                     | • «Хранитель часу»                                                                             |                                                                               |
| Найкращий фільм — драма                     | • «Березневі іди»                                                                              |                                                                               |
| Найкращий фільм — драма                     | • «Людина, яка змінила все»                                                                    |                                                                               |
| Найкращий фільм — драма                     | • «Бойовий кінь»                                                                               |                                                                               |
| Найкращий фільм — комедія або мюзикл        | • «Артист»                                                                                     | • «Артист»                                                                    |
| Найкращий фільм — комедія або мюзикл        | • «50/50»                                                                                      |                                                                               |
| Найкращий фільм — комедія або мюзикл        | • «Подружки нареченої»                                                                         |                                                                               |
| Найкращий фільм — комедія або мюзикл        | • «Опівночі в Парижі»                                                                          |                                                                               |
| Найкращий фільм — комедія або мюзикл        | • «7 днів і ночей з Мерилін»                                                                   |                                                                               |
| Найкраща чоловіча роль — драма              |                                                                                                | • «Нащадки» — Джордж Клуні за роль Метта Кінга                                |
| Найкраща чоловіча роль — драма              | • «Березневі іди» — Раян Гослінг за роль Стівена Маєрса                                        |                                                                               |
| Найкраща чоловіча роль — драма              | • «Дж. Едгар» — Леонардо Ді Капріо за роль Джона Едгара Гувера                                 |                                                                               |
| Найкраща чоловіча роль — драма              | • «Людина, яка змінила все» — Бред Пітт за роль Біллі Біна                                     |                                                                               |
| Найкраща чоловіча роль — драма              | • «Сором» — Майкл Фассбендер за роль Брендона Саллівана                                        |                                                                               |
| Найкраща жіноча роль — драма                |                                                                                                | • «Залізна леді» — Меріл Стріп за роль Маргарет Тетчер                        |
| Найкраща жіноча роль — драма                | • «Альберт Ноббс» — Гленн Клоуз за роль Альберта Ноббс                                         |                                                                               |
| Найкраща жіноча роль — драма                | • «Прислуга» — Віола Девіс за роль Ейбілін Кларк                                               |                                                                               |
| Найкраща жіноча роль — драма                | • «Дівчина з тату дракона» — Руні Мара за роль Лісбет Саландер                                 |                                                                               |
| Найкраща жіноча роль — драма                | • «Щось не так з Кевіном» — Тільда Свінтон за роль Єви                                         |                                                                               |
| Найкраща чоловіча роль — комедія або мюзикл |                                                                                                | • «Артист» — Жан Дюжарден за роль Джорджа Валентіна                           |
| Найкраща чоловіча роль — комедія або мюзикл | • «Ірландець» — Брендан Глісон за Джеррі Бойла                                                 |                                                                               |
| Найкраща чоловіча роль — комедія або мюзикл | • «50/50» — Джозеф Гордон-Левітт за роль Адама Лернера                                         |                                                                               |
| Найкраща чоловіча роль — комедія або мюзикл | • «Це безглузде кохання» — Раян Гослінг за роль Джейкоба Палмера                               |                                                                               |
| Найкраща чоловіча роль — комедія або мюзикл | • «Опівночі в Парижі» — Оуен Вілсон за роль Гіла Пендера                                       |                                                                               |
| Найкраща жіноча роль — комедія або мюзикл   |                                                                                                | • «7 днів і ночей з Мерілін» — Мішель Вільямс за роль Мерілін Монро           |
| Найкраща жіноча роль — комедія або мюзикл   | • «Різанина» — Джоді Фостер за Пенелопи Лонгстріт                                              |                                                                               |
| Найкраща жіноча роль — комедія або мюзикл   | • «Молода доросла» — Шарліз Терон за роль Мевіс Гері                                           |                                                                               |
| Найкраща жіноча роль — комедія або мюзикл   | • «Подружки нареченої» — Крістен Віг за роль Енні Волкер                                       |                                                                               |
| Найкраща жіноча роль — комедія або мюзикл   | • «Різанина» — Кейт Вінслет за роль Ненсі Кауен                                                |                                                                               |
| Найкраща чоловіча роль другого плану        |                                                                                                | • «Початківці» — Крістофер Пламмер за роль Гела Філдса                        |
| Найкраща чоловіча роль другого плану        | • «7 днів і ночей з Мерилін» — Кеннет Брана за роль Лоуренса Олів'є                            |                                                                               |
| Найкраща чоловіча роль другого плану        | • «Драйв» — Альберт Брукс за роль Берні Роуза                                                  |                                                                               |
| Найкраща чоловіча роль другого плану        | • «Людина, яка змінила все» — Джона Гілл за роль Пітера Бренда                                 |                                                                               |
| Найкраща чоловіча роль другого плану        | • «Небезпечний метод» — Вігго Мортенсен за роль Зигмунда Фрейда                                |                                                                               |
| Найкраща жіноча роль другого плану          |                                                                                                | • «Прислуга» — Октавія Спенсер за роль Мінні Джексон                          |
| Найкраща жіноча роль другого плану          | • «Артист» — Береніс Бежо за роль Пеппі Міллер                                                 |                                                                               |
| Найкраща жіноча роль другого плану          | • «Прислуга» — Джессіка Честейн за роль Селії Фут                                              |                                                                               |
| Найкраща жіноча роль другого плану          | • «Альберт Ноббс» — Джанет Мактір за роль Г'юберт Пейдж                                        |                                                                               |
| Найкраща жіноча роль другого плану          | • «Нащадки» — Шейлін Вудлі за роль Олександри Кінг                                             |                                                                               |
| Найкраща режисерська робота                 |                                                                                                | • «Хранитель часу» — Мартін Скорсезе                                          |
| Найкраща режисерська робота                 | • «Опівночі в Парижі» — Вуді Аллен                                                             |                                                                               |
| Найкраща режисерська робота                 | • «Березневі іди» — Джордж Клуні                                                               |                                                                               |
| Найкраща режисерська робота                 | • «Нащадки» — Александр Пейн                                                                   |                                                                               |
| Найкраща режисерська робота                 | • «Артист» — Мішель Азанавічус                                                                 |                                                                               |
| Найкращий сценарій                          |                                                                                                | • «Опівночі в Парижі» — Вуді Аллен                                            |
| Найкращий сценарій                          | • «Артист» — Мішель Азанавічус                                                                 |                                                                               |
| Найкращий сценарій                          | • «Нащадки» — Александр Пейн, Джим Раш, Нет Фексон                                             |                                                                               |
| Найкращий сценарій                          | • «Березневі іди» — Джордж Клуні, Ґрант Геслоу, Боу Віллімон                                   |                                                                               |
| Найкращий сценарій                          | • «Людина, яка змінила все» — Стівен Заіллян, Аарон Соркін                                     |                                                                               |
| Найкраща музика                             | • «Артист» — Людовік Бурсе                                                                     | • «Артист» — Людовік Бурсе                                                    |
| Найкраща музика                             | • «Дівчина з тату дракона» — Трент Резнор, Аттікус Росс                                        |                                                                               |
| Найкраща музика                             | • «Хранитель часу» — Говард Шор                                                                |                                                                               |
| Найкраща музика                             | • «Бойовий кінь» — Джон Вільямс                                                                |                                                                               |
| Найкраща музика                             | • «Ми. Віримо у кохання» — Абель Корженевський                                                 |                                                                               |
| Найкраща пісня                              | • «Ми. Віримо у кохання» — «Masterpiece» — Мадонна, Джулі Фрост, Джиммі Гаррі                  | • «Ми. Віримо у кохання» — «Masterpiece» — Мадонна, Джулі Фрост, Джиммі Гаррі |
| Найкраща пісня                              | • «Гномео та Джульєта» — «Hello Hello» — Елтон Джон, Леді Ґаґа, Берні Топін                    |                                                                               |
| Найкраща пісня                              | • «Проповідник з кулеметом» — «The Keeper» — Кріс Корнелл                                      |                                                                               |
| Найкраща пісня                              | • «Альберт Ноббс» — «Lay Your Head Down» — Гленн Клоуз, Браян Бірн                             |                                                                               |
| Найкраща пісня                              | • «Прислуга» — «The Living Proof» — Мері Блайдж, Томас Ньюман, Гарві Мейсон-мол., Деймон Томас |                                                                               |
| Найкращий анімаційний фільм                 | • "Пригоди Тінтіна: Таємниця «Єдинорога»                                                       | • "Пригоди Тінтіна: Таємниця «Єдинорога»                                      |
| Найкращий анімаційний фільм                 | • "Місія «Різдвяний порятунок» / Arthur Christmas                                              |                                                                               |
| Найкращий анімаційний фільм                 | • «Тачки 2»                                                                                    |                                                                               |
| Найкращий анімаційний фільм                 | • «Кіт у чоботях»                                                                              |                                                                               |
| Найкращий анімаційний фільм                 | • «Ранго»                                                                                      |                                                                               |
| Найкращий фільм іноземною мовою             | • «Надер і Симін: Розлучення» (Іран)                                                           | • «Надер і Симін: Розлучення» (Іран)                                          |
| Найкращий фільм іноземною мовою             | • «Квіти війни» (Китай)                                                                        |                                                                               |
| Найкращий фільм іноземною мовою             | • «У краю крові та меду» (США)                                                                 |                                                                               |
| Найкращий фільм іноземною мовою             | • «Хлопчик з велосипедом» (Бельгі), Франція)                                                   |                                                                               |
| Найкращий фільм іноземною мовою             | • «Шкіра, в якій я живу» (Іспанія)                                                             |                                                                               |

### Телебачення
Телесеріали з найбільшою кількістю нагород та номінацій
| Фільм                           | Перемоги | Номінації |
| ------------------------------- | -------- | --------- |
| • «Батьківщина»                 | 2        | 3         |
| • «Абатство Даунтон»            | 1        | 4         |
| • «Мілдред Пірс»                | 1        | 4         |
| • «Американська сімейка»        | 1        | 3         |
| • «Гра престолів»               | 1        | 2         |
| • «Бос»                         | 1        | 2         |
| • «Американська історія жаху»   | 1        | 2         |
| • «Освічена»                    | 1        | 2         |
| • «Серії»                       | 1        | 2         |
| • «Лютер»                       | 1        | 1         |
| • «Година»                      | —        | 3         |
| • «Підпільна імперія»           | —        | 3         |
| • «Реаліті-шоу»                 | —        | 3         |
| • «Занадто важливе щоб схибити» | —        | 3         |
| • «30 потрясінь»                | —        | 2         |
| • «Новенька»                    | —        | 2         |

| Категорія                                                                | Лауреати і номінанти                                                     | Лауреати і номінанти                                                   |
| ------------------------------------------------------------------------ | ------------------------------------------------------------------------ | ---------------------------------------------------------------------- |
| Найкращий серіал — драма                                                 | • «Батьківщина»                                                          | • «Батьківщина»                                                        |
| Найкращий серіал — драма                                                 | • «Американська історія жаху»                                            |                                                                        |
| Найкращий серіал — драма                                                 | • «Бос» / Boss                                                           |                                                                        |
| Найкращий серіал — драма                                                 | • «Гра престолів»                                                        |                                                                        |
| Найкращий серіал — драма                                                 | • «Підпільна імперія»                                                    |                                                                        |
| Найкращий серіал — комедія або мюзикл                                    | • «Американська сімейка»                                                 | • «Американська сімейка»                                               |
| Найкращий серіал — комедія або мюзикл                                    | • «Освічена» / Enlightened                                               |                                                                        |
| Найкращий серіал — комедія або мюзикл                                    | • «Серії»                                                                |                                                                        |
| Найкращий серіал — комедія або мюзикл                                    | • «Хор»                                                                  |                                                                        |
| Найкращий серіал — комедія або мюзикл                                    | • «Новенька»                                                             |                                                                        |
| Найкращий мінісеріал або телефільм                                       | • «Абатство Даунтон»                                                     | • «Абатство Даунтон»                                                   |
| Найкращий мінісеріал або телефільм                                       | • «Реаліті-шоу» / Cinema Verite                                          |                                                                        |
| Найкращий мінісеріал або телефільм                                       | • «Година» / The Hour                                                    |                                                                        |
| Найкращий мінісеріал або телефільм                                       | • «Мілдред Пірс» / Mildred Pierce                                        |                                                                        |
| Найкращий мінісеріал або телефільм                                       | • «Занадто важливе щоб схибити» / Too Big to Fail                        |                                                                        |
| Найкраща чоловіча роль серіалу — драма                                   |                                                                          | • «Бос» — Келсі Греммер за роль Тома Кейна                             |
| Найкраща чоловіча роль серіалу — драма                                   | • «Підпільна імперія» — Стів Бушемі за роль Накі Джонсона                |                                                                        |
| Найкраща чоловіча роль серіалу — драма                                   | • «Пуститися берега» — Браян Кренстон за роль Волтера Вайта              |                                                                        |
| Найкраща чоловіча роль серіалу — драма                                   | • «Борджіа» — Джеремі Айронс за роль Родріґо Борджіа                     |                                                                        |
| Найкраща чоловіча роль серіалу — драма                                   | • «Батьківщина» — Деміен Льюїс за роль Ніколаса Броуді                   |                                                                        |
| Найкраща жіноча роль серіалу — драма                                     |                                                                          | • «Батьківщина» — Клер Дейнс за роль Керрі Метісон                     |
| Найкраща жіноча роль серіалу — драма                                     | • «Вбивство» — Мерей Іньйос за роль Сари Лінден                          |                                                                        |
| Найкраща жіноча роль серіалу — драма                                     | • «Гарна дружина» — Джуліанна Маргуліс за роль Алісії Флоррік            |                                                                        |
| Найкраща жіноча роль серіалу — драма                                     | • «Помста» — Медлін Стоу за роль Вікторії Грейсон                        |                                                                        |
| Найкраща жіноча роль серіалу — драма                                     | • «Обов'язкова жорстокість» — Келлі Торн за роль Деніл Сантіно           |                                                                        |
| Найкраща чоловіча роль серіалу — комедія або мюзикл                      |                                                                          | • «Серії» — Метт Леблан за роль Метта Леблана                          |
| Найкраща чоловіча роль серіалу — комедія або мюзикл                      | • «30 потрясінь» — Алек Болдвін за роль Джека Донагі                     |                                                                        |
| Найкраща чоловіча роль серіалу — комедія або мюзикл                      | • «Секс і Каліфорнія» — Девід Духовни за роль Генка Муді                 |                                                                        |
| Найкраща чоловіча роль серіалу — комедія або мюзикл                      | • «Теорія великого вибуху» — Джонні Галецкі за роль Леонарда Гофстедтера |                                                                        |
| Найкраща чоловіча роль серіалу — комедія або мюзикл                      | • «Величезний» — Томас Джейн за роль Рея Дрекера                         |                                                                        |
| Найкраща жіноча роль серіалу — комедія або мюзикл                        |                                                                          | • «Освічена» — Лора Дерн за роль Емі Джелліко                          |
| Найкраща жіноча роль серіалу — комедія або мюзикл                        | • «Новенька» — Зоуї Дешанель за роль Джессіки Дей                        |                                                                        |
| Найкраща жіноча роль серіалу — комедія або мюзикл                        | • «30 потрясінь» — Тіна Фей за роль Ліз Лемон                            |                                                                        |
| Найкраща жіноча роль серіалу — комедія або мюзикл                        | • «Невиліковне Це» — Лора Лінні за роль Кеті Джемісон                    |                                                                        |
| Найкраща жіноча роль серіалу — комедія або мюзикл                        | • «Парки та зони відпочинку» — Емі Полер за роль Леслі Ноуп              |                                                                        |
| Найкраща чоловіча роль мінісеріалу або телефільму                        |                                                                          | • «Лютер» — Ідріс Ельба за роль Джона Лютера                           |
| Найкраща чоловіча роль мінісеріалу або телефільму                        | • «Абатство Даунтон» — Г'ю Бонневіль за роль Роберта Кроулі              |                                                                        |
| Найкраща чоловіча роль мінісеріалу або телефільму                        | • «Занадто важливе щоб схибити» — Вільям Герт за роль Генрі Полсона      |                                                                        |
| Найкраща чоловіча роль мінісеріалу або телефільму                        | • «Восьма сторінка» — Білл Наї за роль Джонні Воррікера                  |                                                                        |
| Найкраща чоловіча роль мінісеріалу або телефільму                        | • «Година» — Домінік Вест за роль Гектора Меддена                        |                                                                        |
| Найкраща жіноча роль мінісеріалу або телефільму                          |                                                                          | • «Мілдред Пірс» — Кейт Вінслет за роль Мілдред Пірс                   |
| Найкраща жіноча роль мінісеріалу або телефільму                          | • «Година» — Ромола Гарай за роль Бел Роулі                              |                                                                        |
| Найкраща жіноча роль мінісеріалу або телефільму                          | • «Реаліті-шоу» — Даян Лейн за роль Пет Лауд                             |                                                                        |
| Найкраща жіноча роль мінісеріалу або телефільму                          | • «Абатство Даунтон» — Елізабет МакГоверн за роль Кори Кроулі            |                                                                        |
| Найкраща жіноча роль мінісеріалу або телефільму                          | • «Належний дорослий» — Емілі Вотсон за роль Дженет Ліч                  |                                                                        |
| Найкраща чоловіча роль другого плану серіалу, мінісеріалу або телефільму |                                                                          | • «Гра престолів» — Пітер Дінклейдж за роль Тиріона Ланністера         |
| Найкраща чоловіча роль другого плану серіалу, мінісеріалу або телефільму | • «Занадто важливе щоб схибити» — Пол Джаматті за роль Бена Бернанке     |                                                                        |
| Найкраща чоловіча роль другого плану серіалу, мінісеріалу або телефільму | • «Мілдред Пірс» — Гай Пірс за роль Монті Берагона                       |                                                                        |
| Найкраща чоловіча роль другого плану серіалу, мінісеріалу або телефільму | • «Реаліті-шоу» — Тім Роббінс за роль Білла Лауда                        |                                                                        |
| Найкраща чоловіча роль другого плану серіалу, мінісеріалу або телефільму | • «Американська сімейка» — Ерік Стоунстріт за роль Камерона Такера       |                                                                        |
| Найкраща жіноча роль другого плану серіалу, мінісеріалу або телефільму   |                                                                          | • «Американська історія жаху» — Джессіка Ленґ за роль Констанс Ленгдон |
| Найкраща жіноча роль другого плану серіалу, мінісеріалу або телефільму   | • «Підпільна імперія» — Келлі Макдональд за роль Маргарет Шредер         |                                                                        |
| Найкраща жіноча роль другого плану серіалу, мінісеріалу або телефільму   | • «Абатство Даунтон» — Меггі Сміт за роль Вайолет, графині Ґрентем       |                                                                        |
| Найкраща жіноча роль другого плану серіалу, мінісеріалу або телефільму   | • «Американська сімейка» — Софія Вергара за роль Глорії Прітчетт         |                                                                        |
| Найкраща жіноча роль другого плану серіалу, мінісеріалу або телефільму   | • «Мілдред Пірс» — Еван Рейчел Вуд за роль Веди Пірс                     |                                                                        |

## Спеціальні нагороди
| Премія імені Сесіля Б. Де Мілля (Нагорода за внесок у кінематограф) |  | Морган Фрімен американський актор, кінорежисер.           |
| Міс «Золотий глобус» (Символічний титул)                            |  | Рейні Кволлі донька Пола Кволлі та актриси Енді Макдавелл |